# Bibio plecioides
Bibio plecioides är en tvåvingeart som beskrevs av Osten Sacken 1881. Bibio plecioides ingår i släktet Bibio och familjen hårmyggor. Inga underarter finns listade i Catalogue of Life.